# Janosik (série télévisée)
Pour les articles homonymes, voir Janosik.
Janosik est une série télévisée polonaise en treize épisodes de 58 minutes réalisée par Jerzy Passendorfer et diffusée du 26 juillet au 18 octobre 1974 sur TVP.
En France, elle a été diffusée à partir du 13 octobre 1975 sur Antenne 2. Elle reste inédite dans les autres pays francophones.
Le sujet s'inspire librement de l'histoire du héros populaire Juraj Jánošík ayant vécu au tournant des XVIIe et XVIIIe siècles qui n'est pas sans rappeler celle de Robin des Bois,.

## Synopsis
Pologne au XVIIIe siècle. Le berger Janosik quitte le monde des montagnes idyllique pour découvrir la vie dans la vallée. Venant en aide à un paysan injustement puni par un notable local, il se retrouve mis en prison ce qui déterminera son engagement ultérieur.

## Fiche technique
- Titre original : Janosik
- Réalisation : Jerzy Passendorfer
- Scénario : Tadeusz Kwiatkowski (pl)
- Photographie : Stefan Pindelski (pl)
- Musique : Jerzy Matuszkiewicz (pl)
- Maquillage : Romualda Baszkiewicz, Anna Stawicka
- Scénographie : Jan Grandys
- Costumes : Szymon Kobyliński, Elżbieta Meksz
- Son : Nikodem Wołk-Łaniewski
- Montage : Jadwiga Zajiček
- Producteur exécutif : Zygmunt Król
- Production : Zespół Filmowy Panorama (pl)
- Genre : film d'aventure
- Format : Couleurs - 2,35 : 1
- Durée : 13 épisodes de 45 minutes
- Pays d'origine :  Pologne
- Début : 26 juillet 1974

## Distribution
- Marek Perepeczko – Janosik
- Ewa Lemańska (pl) - Maryna, jeune paysanne, bienaimée de Janosik
- Bogusz Bilewski – Waluś Kwiczoł, bras droit de Janosik, beau-frère de Jędruś Pyzdra
- Witold Pyrkosz – Jędruś Pyzdra, ancien militaire ayant rejoint la bande de Janosik, beau-frère de Waluś Kwiczoł
- Marian Kociniak – burgrave
- Mieczysław Czechowicz (pl) – comte Horvath
- Janusz Bukowski (pl) – Wróblik
- Anna Dymna – comtesse Klarysa
- Jerzy Cnota (pl) – Gąsior, membre de la bande de Janosik
- Ewa Wiśniewska (pl) – Princesse Izabela, nièce du comte Horvath
- Janusz Kłosiński – Kuśmider, le plus ancien membre de la bande
- Marian Łącz – hors la loi slovaque, ayant rejoint la bande
- Marek Nowakowski – Klimek, membre de la bande de Janosik
- Jerzy Trela – Bacuś, membre de la bande de Janosik
- Wiktor Sadecki – vieux Jakubek
- Tadeusz Somogi – haïdouk
- Wacław Kowalski – Marcin Bruzda
- Bolesław Płotnicki – Józek des hautes terres
- Sylwester Przedwojewski – Kula des hautes terres
- Antonina Barczewska – mère de Maryna
- Wiesława Kwaśniewska – femme des hautes terres
- Anna Jaraczówna – vieille Skoblikowa
- Szymon Szurmiej – Jankiel
- Ewa Ciepiela – Princesse Ewelina
- Tadeusz Kaźmierski – Prince Haufenberg, oncle d'Ewelina
- Czesław Jaroszyński – Bardos
- Jerzy Turek – Grzegorz, majordome
- Ludwik Benoit – beau-père de Janosik
- August Kowalczyk – général autrichien
- Ewa Szykulska – jeune mariée
- Krzysztof Kalczyński – jeune marié
- Zygmunt Kęstowicz – père de la mariée
- Andrzej Krasicki – miecznik
- Wojciech Zagórski – père de Janosika.
- Ewa Wawrzoń – Wojtusiowa
- Teodor Gendera – un noble
- Mieczysław Waśkowski – superviseur du donjon du château
- Bernard Michalski – héritier slovaque
- Paweł Unrug – Wrona
- Stefan Szramel – haïdouk slovaque
- Ewa Ziętek – jeune femme enlevée au château
- Edward Kowalczyk